# 세르게이 일류신

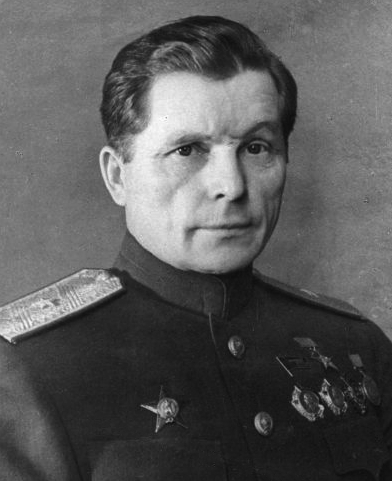

세르게이 블라디미로비치 일류신(러시아어: Сергей Владимирович Ильюшин, 1894년 3월 30일(율리우스력: 3월 18일) ~ 1977년 2월 9일)은 소련의 항공 공학자, 항공기 설계자이다.

## 생애
1894년 3월 30일(율리우스력으로는 3월 18일) 러시아 제국 볼로그다 현 딜랼레보(Дилялево) 마을에서 태어났다. 1910년부터 항공기에 흥미를 가지게 되었고 제1차 세계 대전 시기에는 조종사로 복무했다. 러시아 내전이 진행 중이던 1919년에는 붉은 군대의 항공 기술자로 채용되었다.
1922년 주콥스키 항공 공학 아카데미에 입학했고 1926년에 공학 학위를 취득하면서부터 항공기 디자인을 시작하게 된다. 1933년에 모스크바에 일류신 설계국을 설립하면서부터 각종 전투기, 여객기 등을 설계했다. 일류신이 설계한 Il-2, Il-4 전투기는 제2차 세계 대전 기간 동안에 소련 공군의 주요 전투기로 널리 사용되었다. 종전 이후에는 Il-18, Il-62 등을 비롯한 여객기를 설계했다.
1937년부터 1970년까지 소련 최고 소비에트 대의원을 역임했으며 1968년에는 소련 과학 아카데미 회원이 되었다. 그 외에 소련 정부로부터 레닌상(1960년), 레닌 훈장(1937년, 1941년, 1945년, 1954년(2회 수여), 1964년, 1971년, 1974년), 스탈린상(1941년, 1942년, 1943년, 1946년, 1947년, 1950년, 1952년), 소련 국가상(1971년), 사회주의 노동영웅(1941년, 1957년, 1974년), 10월 혁명 훈장(1969년), 적기 훈장(1944년, 1950년), 노동 적기 훈장(1939년), 붉은 별 훈장(1933년, 1967년) 등을 받았다. 1977년 2월 9일 모스크바에서 사망했으며 모스크바에 위치한 노보데비치 묘지에 안장되었다.